# Ahinský kanál
Ahinský kanál (bělorusky Агінскі канал, nebo také Дняпроўска-Нёманскі канал, Вялікі Пінскі канал, Порт Агінскага) je vodní cesta mezi řekami Dněpr a Němen na území Pinského, Ivacevického a Ljachavického rajónu v Brestské oblasti, která spojuje řeky Jaselda (v povodí Pripjatě) a Ščara (v povodí Němenu). Délka kanálu je (spolu s Vyhanaŭským jezerem) 54 km.

## Historie

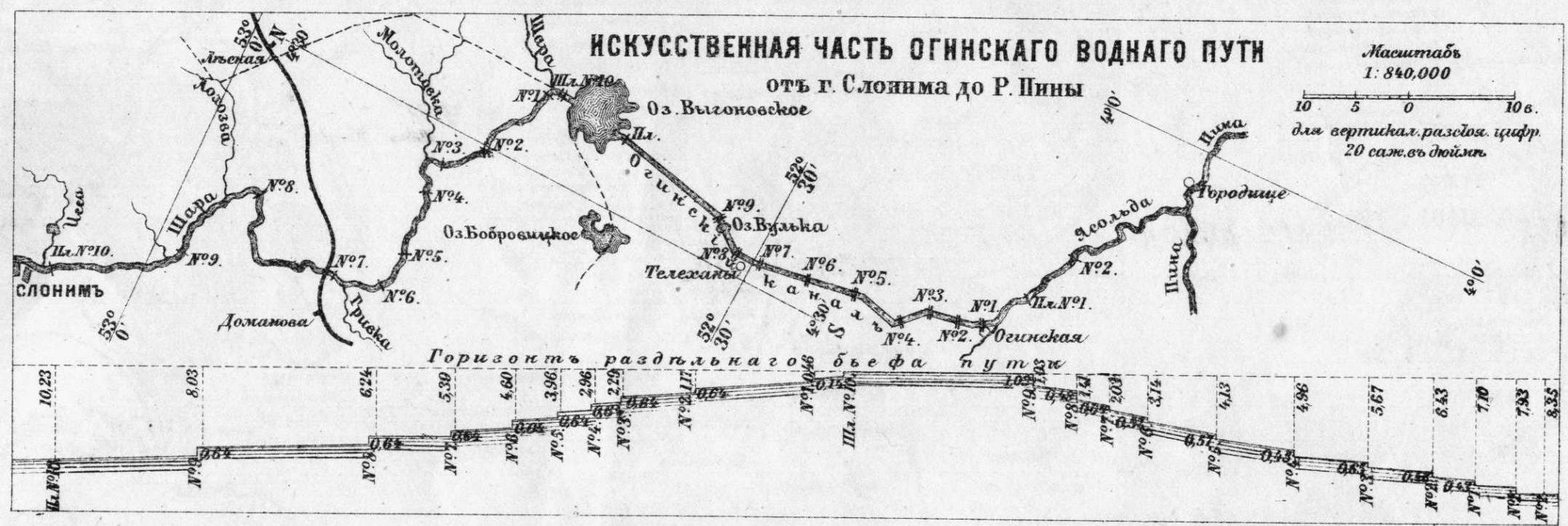
Ahinský kanál (1898)

Stavba začala v roce 1765. Kanál je pojmenován po Michału Kazimierzu Ogińském, který byl hlavním iniciátorem stavby. Stavba stála 12 milionů zlotých, z nichž většinu přidělil Mateusz Butrymowicz pinskému šermíři a městskému soudci. Mateusz Butrymowicz také obstaral většinu organizačních prací, pozval odborníky a najal dělníky.
Při stavbě byly použity základní stavitelské nástroje — pily, sekery a lopaty. Pro transport se používali přepravní vozíky tažené koňmi a voly.
V roce 1783 byl kanál uveden do provozu. Každodenně byly na trase Pinsk — Cjeljachany a Pinsk — Slonim každé dvě hodiny k dispozici pro přepravu parníky. Kromě toho se na řece Jaselda a po Ahinském kanálu do Vyhanaŭského jezera realizovala vodní doprava, kterou prováděli koně a lidský pohon. Díky silnému rozvoji v okolí kanálu se začaly rozvíjet okolní vesnice a města.
Ahinský kanál nebyl hluboký, a proto bylo v obdobích sucha plavení dřeva velmi obtížné. Z tohoto důvodu bylo v souladu s vyhláškou Pavla I. ze dne 23. února 1795 rozhodnuto „o opravě kanálu s cílem přinést větší výhody ruským subjektům“, na což bylo vynaloženo 60 tisíc rublů. Během let 1799 a 1804 proběhly opravy kanálu a jeho šířka se zvýšila na 10 m.
Podle prohlášení statistického výboru ve městě Hrodno ze dne 10. září 1837 byla hodnota přepravovaného zboží, které bylo přemístěno kanálem v roce 1836 asi 1,5 milionu rublů. Hlavními surovinami byla sůl, pšenice, ocet, lněné semínko, ovesné vločky, slanina, hrášek, žito, keramika a nádobí, sklo, cihly, tabák a další. Ze zahraničí bylo přepravováno železo a výrobky z nich, předměty z drahých kovů a z jihu hedvábí, víno.
Během první světové války byl kanál značně poškozen a všechny vodárny byly vybombardovány a vypáleny. Po připojení západního Běloruska k Polsku se polská vláda aktivně zavázala k modernizaci vodních cest. Kanál byl rychle přestavěn a zmodernizován, aby mohl být použit před rokem 1939. Modernizace se uskutečnila v roce 1926 a 1928. Na žádost obce Gortol byl kovový most, který přes ní vedl, upraven pro průjezd lodí. Hlavní kanál se používal pro plavení dřeva, ale projížděly tudy po obou stranách i osobní lodě s parním pohonem.
V roce 1939, po připojení Západního Běloruska k Běloruské sovětské socialistické republice (BSSR), se sovětská vláda rozhodla pro potlačení inženýrů polského původu, kteří na kanále pracovali, což vedlo k úpadku vodohospodářské techniky. Do roku 1941 byl kanál používán pro plavení dříví a občas pro lodní dopravu.
V roce 1942 byl během bitvy mezi běloruskými partyzány a německými jednotkami zničen navigační systém kanálu, který si již nikdy nepodařilo obnovit. Na závěr byl kanál v 60. letech 20. století v havarijním stavu, kdy byly vyhozeny zbývající plavební komory a přehrady. Po válce bylo plánováno obnovení vodního systému se stavem „Союзного значения“, protože by to byla nejkratší cesta z Kaspického moře a Černého moře do Baltského moře.

### Současný stav a perspektiva

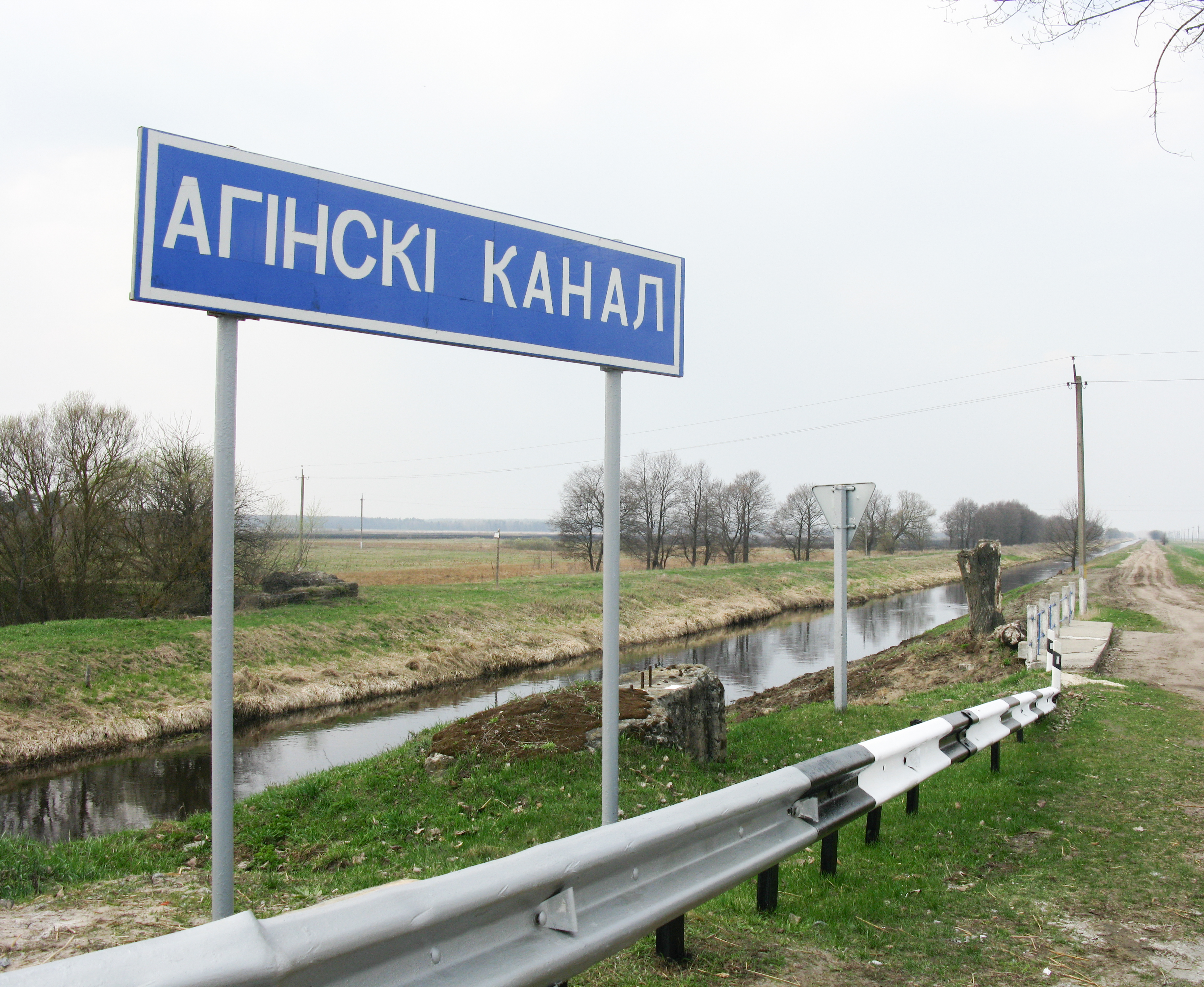
Ahinský kanál v obci Cjeljachany poblíž dálnice R6 (2007)

Kanál se stal turistickou destinací. Kanál nebyl nikdy obnoven a otázka jeho znovuuvedení do provozu je stále otevřená. Stav kanálu je politováníhodný, ve své délce 1 až 45 km jsou jen 2 místa v normálním stavu (místo rekreace pro obyvatele obce Cjeljachany – jezero Vulka, které je částí kanálu a Vyhanaŭské jezero se svou čtyřicetikilometrovou délkou a pozůstatky deseti bran kanálu. Stav kanálu od patnáctého kilometru do jezera Vulka je velmi žalostný.
V roce 1980 byl kanál zablokován hliněnou hrází na výstupu z Vyhanaŭského jezera.
Od roku 2007 je kanál nepoužívaný. Na mnoha místech kanálu nepřesahuje šířka 10 m a hloubka 50 cm. Komunikace a mosty, které byly postaveny po druhé světové válce, neumožňují používat kanál pro lodní dopravu.
Byly opakovaně předkládány projekty na záchranu a obnovení kanálu, ale bylo rozhodnuto o neúčinnosti těchto opatření. Podle předběžných odhadů by se náklady na rekonstrukci Ahinského kanálu vyšplhaly více než 40 miliard rublů. V roce 2007 se kanál v souvislosti s povětrnostními vlivy (suchem a následnými silnými dešti) stal spolu s řekou Ščara zónou ekologické katastrofy, když byly zdecimovány stavy velkého množství hospodářských zvířat, zejména sladkovodních ryb. Stalo se tak, když někdo nařídil likvidaci sifonu v bažinatých stojatých vodách kanálu a v řece Ščara, což vedlo k masovému úhynu ryb.
Rekonstrukce by představovala pouze obnovení jen pár částí kanálu (Vyhanaŭské jezero – vesnice Vyhanaščy, kontrolní stanice Vyhanaščanské rezervace), tj. prakticky jen 5 km kanálu a vynucená rekonstrukce desáté brány je spojena s tím, že chátrá a propouští vodu z Vyhanaŭského jezera do řeky Ščara. To vedlo k tomu, že se kanál v úseku mezi vesnicemi Vyhanaščy a Volka prakticky proměnil v příkop se stojatou vodou.
A úroveň jezera Volka začala padat do Vyhanaŭského jezera. Kanál na křižovatce cest mezi Vyhanaŭským jezerem a vesnicí Babrovičy má 500 poškození popsána po celé zemi podél kanálu, a hladina vody ve Vyhanaŭském jezeře je pod úrovní poškození. Kanál má přezdívku zázrak strojírenské myšlení devatenáctého století, tato umělá vodní cesta spojovala Němen s povodím Visly.
V budoucnu by mohl být kanál zapsán na seznam světového dědictví UNESCO.